# Campionati del mondo di ciclismo su strada 2000 - Gara in linea maschile Under-23
La gara in linea maschile Under-23 dei Campionati del mondo di ciclismo su strada 2000 è stata corsa il 13 ottobre in Francia, nei dintorni di Plouay, su un percorso di 14,15 km/h da ripetere 12 volte per un totale di 169,8 km. La medaglia d'oro è stata vinta dal russo Evgenij Petrov con il tempo di 3h58'06", alla media di 43,015 km/h, l'argento all'ucraino Jaroslav Popovyč e a completare il podio l'italiano Lorenzo Bernucci.
Partenza con 179 ciclisti, dei quali 104 completarono la gara.

## Squadre e corridori partecipanti
| N.      | Cod. | Squadra       |
| ------- | ---- | ------------- |
| 1-6     | ITA  | Italia        |
| 7-11    | GER  | Germania      |
| 12-14   | LUX  | Lussemburgo   |
| 15-19   | SUI  | Svizzera      |
| 20-24   | BEL  | Belgio        |
| 25-29   | LTU  | Lituania      |
| 30-34   | RUS  | Russia        |
| 35-39   | FRA  | Francia       |
| 40-44   | POR  | Portogallo    |
| 45-49   | NED  | Paesi Bassi   |
| 50-54   | ESP  | Spagna        |
| 55-59   | UKR  | Ucraina       |
| 60-64   | SLO  | Slovenia      |
| 65-69   | AUT  | Austria       |
| 70-74   | AUS  | Australia     |
| 75-79   | GBR  | Gran Bretagna |
| 80-84   | POL  | Polonia       |
| 85-89   | BLR  | Bielorussia   |
| 90-94   | DEN  | Danimarca     |
| 95-99   | NOR  | Norvegia      |
| 100-103 | SVK  | Slovacchia    |
| 104-108 | SWE  | Svezia        |
| 109-112 | KAZ  | Kazakistan    |
| 113-117 | NZL  | Nuova Zelanda |

| N.      | Cod. | Squadra         |
| ------- | ---- | --------------- |
| 118-121 | IRL  | Irlanda         |
| 124-126 | FIN  | Finlandia       |
| 127-130 | CRO  | Croazia         |
| 131-134 | ZIM  | Zimbabwe        |
| 135     | MDA  | Moldavia        |
| 136-139 | RSA  | Sudafrica       |
| 140-142 | CZE  | Repubblica Ceca |
| 143-146 | MEX  | Messico         |
| 147-148 | JPN  | Giappone        |
| 149-150 | GAB  | Gabon           |
| 151     | TUN  | Tunisia         |
| 152     | ARM  | Armenia         |
| 153-155 | SEY  | Seychelles      |
| 156-158 | GRE  | Grecia          |
| 159-161 | USA  | Stati Uniti     |
| 162-163 | CAN  | Canada          |
| 164     | ARU  | Aruba           |
| 165     | LIE  | Liechtenstein   |
| 166     | ROM  | Romania         |
| 167-168 | HKG  | Hong Kong       |
| 169-170 | EST  | Estonia         |
| 171-172 | NAM  | Namibia         |
| 173-175 | LAT  | Lettonia        |
| 176-179 | HUN  | Ungheria        |

## Ordine d'arrivo (Top 10)
| Pos. | Corridore           | Squadra     | Tempo    |
| ---- | ------------------- | ----------- | -------- |
| 1    | Evgenij Petrov      | Russia      | 3h58'06" |
| 2    | Jaroslav Popovyč    | Ucraina     | a 3"     |
| 3    | Lorenzo Bernucci    | Italia      | s.t.     |
| 4    | Kim Kirchen         | Lussemburgo | a 14"    |
| 5    | Marius Sabaliauskas | Lituania    | s.t.     |
| 6    | Brad Davidson       | Australia   | s.t.     |
| 7    | Allan Davis         | Australia   | a 32"    |
| 8    | Graziano Gasparre   | Italia      | s.t.     |
| 9    | Stefan Adamsson     | Svezia      | s.t.     |
| 10   | Stefano Guerrini    | Italia      | s.t.     |